# Junior Ross
Junior Douglas Ross Santillana (Bellavista, Callao, Perú; 19 de febrero de 1986) es un futbolista peruano. Juega como extremo izquierdo y su equipo actual es Walter Ormeño de la Copa Perú.

## Trayectoria
Comenzó su carrera en la academia de menores Cantolao. El Coronel Bolognesi es el club en donde ha jugado la mayor parte de su carrera. Debutó con el equipo tacneño en el 2003, siendo luego cedido al Cienciano para disputar la Copa Libertadores 2006. Posteriormente, a mitad del mismo año volvió al Bolognesi. 
Situación similar vivió al año siguiente, cuando fue cedido en la primera mitad del año a Alianza Lima y retornó al Bolognesi en el segundo semestre. En aquella estancia en Tacna logró su primer título, el Torneo Clausura 2007.
En febrero del 2009, emigró al fútbol alemán a probar suerte en Werder Bremen por 10 días, tras no quedar firmaría con el FSV Fráncfort de la Segunda División de Alemania para jugar la segunda parte de la temporada 2008/09. Anotó 2 goles y, además en junio del 2009, amplió su contrato con el equipo alemán por un año más.
En el 2010 jugó 6 meses por Arka Gdynia, donde fue pedido por el polaco Dariusz Pasieka.
En el 2012 jugó por Sporting Cristal, donde fue campeón en una muy destacada temporada donde hizo 16 goles, además de anotar en ambas finales contra Real Garcilaso.
En el 2014 jugando para Sporting Cristal sufrió la rotura del tendón de Aquiles. Lo que le demandó 3 meses fuera de las canchas.
En suma, Ross ha participado en cinco ocasiones tanto en la Copa Sudamericana como en la Copa Libertadores de América. También ha sido internacional con la selección peruana en 12 partidos, aparte de haber jugado en las categorías Sub-17 y Sub-20.
En el 2017 jugó por la Universidad César Vallejo, club que hizo una gran campaña y fue subcampeón de la Segunda División del Perú. En el partido final perdió 4-2 en la tanda de penales contra Sport Boys, que se coronó campeón.
En el 2018 llega a Cienciano donde acabaría 3 el Fase Regular y clasificando a la Fase Final donde es eliminado por el Carlos A. Manucci acabando la temporada con 31 partidos y 4 goles.
En el 2019 llega a Sport Rosario club que había descendido de la Primera División del Perú y que sería su primera participación en la Liga 2.

## Clubes
| Club                      | País     | Año       | PJ  | Goles | Asist. |
| ------------------------- | -------- | --------- | --- | ----- | ------ |
| Coronel Bolognesi         | Perú     | 2003-2005 | 98  | 31    | ?      |
| Cienciano                 | Perú     | 2006      | 18  | 4     | ?      |
| Coronel Bolognesi         | Perú     | 2006      | 24  | 4     | ?      |
| Alianza Lima              | Perú     | 2007      | 19  | 3     | ?      |
| Coronel Bolognesi         | Perú     | 2007-2008 | 63  | 15    | ?      |
| FSV Fráncfort             | Alemania | 2009-2010 | 25  | 2     | 3      |
| Coronel Bolognesi         | Perú     | 2010      | 0   | 0     | 0      |
| Arka Gdynia               | Polonia  | 2011      | 4   | 0     | 0      |
| Sporting Cristal          | Perú     | 2011-2014 | 100 | 23    | 25     |
| Juan Aurich               | Perú     | 2015      | 34  | 3     | 2      |
| Sport Huancayo            | Perú     | 2016      | 31  | 3     | 1      |
| Universidad César Vallejo | Perú     | 2017      | 21  | 10    | 13     |
| Cienciano                 | Perú     | 2018      | 31  | 4     | 13     |
| Sport Boys                | Perú     | 2019      | 29  | 3     | 4      |
| Deportivo Municipal       | Perú     | 2020      | 23  | 0     | 4      |
| Comerciantes Unidos       | Perú     | 2021      | 1   | 0     | 0      |
| Alfonso Ugarte            | Perú     | 2022      | 9   | 2     | 1      |
| Juan Aurich               | Perú     | 2022      | 7   | 0     | 0      |
| Walter Ormeño             | Perú     | 2023-     |     |       |        |

## Palmarés

### Campeonatos nacionales
| Título                    | Club             | País | Año  |
| ------------------------- | ---------------- | ---- | ---- |
| Primera División del Perú | Sporting Cristal | Perú | 2012 |
| Primera División del Perú | Sporting Cristal | Perú | 2014 |

### Torneos cortos
| Título          | Club              | País | Año  |
| --------------- | ----------------- | ---- | ---- |
| Torneo Clausura | Coronel Bolognesi | Perú | 2007 |
| Torneo Clausura | Sporting Cristal  | Perú | 2014 |

### Distinciones individuales
| Premio                                                                                                | Año  |
| --- | ---- |
| Incluido en el equipo ideal del Campeonato Descentralizado según el portal periodístico DeChalaca.com | 2012 |